# Whisky und die Goldgräber
Whisky und die Goldgräber (Originaltitel: La spacconata) ist ein italienischer Abenteuerfilm mit Anteilen eines Italowestern aus dem Jahr 1975. Regie führte Alfonso Brescia. Alternativtitel ist Trommelfeuer für vier Fäuste.

## Handlung
Sandy und sein Hund Whisky (in anderssprachigen Versionen auch Wolfsblut) erwehren sich mit Hilfe des trinkfesten Dollar dem Stadttyrannen Barney Taft, der ihnen nicht nur den Godschürf-Claim abnehmen will, sondern auch Sandies Sohn entführt und Sandie die Mail-Order-Braut Connie neidet. Die wird von Tafts Männern vergewaltigt und wird schwanger, hilft trotzdem dem sie geringschätzig behandelnden Shaw und bringt ihn auf diese Weise dazu, sie zu lieben.

## Kritiken
„Ein langweiliges Machwerk, auf das man getrost verzichten kann“

## Sonstiges
- Der Film wurde „back-to-back“ mit dem Film Von Wölfen gehetzt gedreht, größtenteils auch mit denselben Schauspielern. Er wird oftmals mit diesem verwechselt oder identifiziert.
- Stark an Jack Londons Wolfsblut-Geschichten orientiert, nennt der Vorspann „Pioneers and gold-seekers“ von Edgar B.Cooper als literarische Grundlage.

## Veröffentlichung
Der Veröffentlichungszeitraum des Films variiert je nach Angabe zwischen 1974 und 1976. Gesichert ist allerdings, dass er im deutschsprachigen Raum am 15. April 1985 auf VHS erschien und auf RTL Plus erstmals am 28. Juni 1987 ausgestrahlt wurde.